# Frances Shand Kydd
Hon. Frances Ruth Burke Shand Kydd (geborene Roche, * 20. Januar 1936 in Sandringham, Norfolk, England; † 3. Juni 2004 auf Seil, Schottland) war die Mutter von Diana, Princess of Wales und die Großmutter von William, Prince of Wales und Harry, Duke of Sussex.

## Leben
Frances Ruth Burke Roche wurde am 20. Januar 1936 in Park House auf dem königlichen Gut Sandringham in Norfolk geboren. Ihre Eltern waren Maurice Roche, 4. Baron Fermoy (1885–1955) und Ruth Gill (1908–1993). Als Tochter eines Barons führte Frances Roche von Geburt an das Höflichkeitsprädikat The Honourable.
Frances Roche heiratete am 1. Juni 1954 in der Westminster Abbey den zwölf Jahre älteren Edward John Spencer, Viscount Althorp (1924–1992), Sohn und Heir apparent von Albert Spencer, 7. Earl Spencer, und Lady Cynthia Hamilton, einer Tochter von James Hamilton, 3. Duke of Abercorn. Sowohl ihre Mutter, als auch ihre Schwiegermutter waren Hofdamen der Königinmutter. Durch ihre Hochzeit mit John Spencer, Viscount Althorp, erhielt Frances Roche den Höflichkeitstitel Viscountess Althorp. Die Ehe brachte fünf Kinder hervor:
- Lady Elizabeth Sarah Lavinia Spencer (* 19. März 1955), ⚭ 1980 Neil Edmund McCorquodale;
- Lady Cynthia Jane Spencer (* 11. Februar 1957), ⚭ 1978 Robert Fellowes, Baron Fellowes;
- John Spencer (* 12. Januar 1960), starb zehn Stunden nach seiner Geburt;
- Lady Diana Frances Spencer (1. Juli 1961–31. August 1997), ⚭ 1981–1996 Charles, Prince of Wales;
- Charles Edward Maurice Spencer, 9. Earl Spencer (* 20. Mai 1964), ⚭ (1) 1989–1997 Victoria Lockwood, ⚭ (2) 2001–2007 Caroline Hutton, ⚭ (3) 2011 Karen Villeneuve.

1967 begann Frances Spencer eine Affäre mit dem verheirateten Tapetentycoon Peter Shand Kydd (1925–2006), den sie im Sommer 1966 anlässlich einer Londoner Soiree kennengelernt hatte. Als ihr Ehemann sie im September 1967 mit seinem Verdacht konfrontierte, bat sie ihn um eine Trennung auf Probe. Es erwies sich für Frances Spencer als schwierig, in dem darauf folgenden juristischen Prozess die Oberhand zu gewinnen, zumal nachdem Peter Shand Kydd von seiner Frau geschieden und aufgrund seines Verhältnisses mit Viscountess Althorp des Ehebruches für schuldig befunden worden war. Der Sorgerechtsstreit über Lord und Lady Althorps gemeinsame Kinder konnte von John Spencer entschieden werden, nachdem Frances’ Mutter zu ihren Ungunsten ausgesagt hatte. Ihr Ex-Gatte erbte später, 1975, den Titel 8. Earl Spencer.
Einen Monat nach ihrer Scheidung 1969 heiratete Frances Spencer ihren neuen Lebensgefährten Peter Shand Kydd. Das Ehepaar lebte bis zu seiner Trennung im Juni 1988 auf der schottischen Insel Seil. Auf die Trennung folgte 1990 die Scheidung. Frances Spencer konvertierte 1994 zum Katholizismus.
Ihre letzten Jahre verbrachte Frances Shand Kydd auf Seil, wo sie 2004 nach langer Krankheit im Alter von 68 Jahren starb.